# Zacatecochco
Zacatecochco är en ort i Mexiko.   Den ligger i kommunen Ajalpan och delstaten Puebla, i den sydöstra delen av landet, 250 km sydost om huvudstaden Mexico City. Zacatecochco ligger 2 541 meter över havet och antalet invånare är 255.
Terrängen runt Zacatecochco är kuperad åt sydväst, men åt nordost är den bergig. Runt Zacatecochco är det ganska tätbefolkat, med 111 invånare per kvadratkilometer. Närmaste större samhälle är Zacatlamanic, 0,95 km sydväst om Zacatecochco. I omgivningarna runt Zacatecochco växer i huvudsak blandskog.